# 미꾸리
미꾸리는 잉어목의 민물고기이다.

## 같이 보기
- 쿨리 로치
- 쌀미꾸리
- 얼룩새코미꾸리
- 새코미꾸리
- 수수미꾸리
- 미꾸라지